# Годишни награди на Съюза на българските писатели
Годишните награди на Съюза на българските писатели (СБП) са създадени през 1923 г. по идея на проф. Иван Шишманов, когато председател на СБП е проф. Михаил Арнаудов. През 100-годишната история на наградите те са връчвани на различен принцип спрямо решенията на избраното от УС на СБП жури. През някои години фигурират наградени книги и автори във всички жанрове: поезия, кратка проза, романистика, литературна критика, литературна история, есеистика, литература за деца и юноши, драматургия. Връчвани са и специални награди за цялостно творчество, както и са новоучредявани допълнителни награди на името на известни писатели.
Статистиката за тях не е пълна поради липса на част от информацията в ползваните източници, а това са: „История на Съюза на българските писатели. Първа част. 1913 – 1944“, „История на Съюза на българските писатели. Втора част. 1944 – 2013“, теченията на в. „Литературен фронт“ (1945 – 1991), в. „Български писател“ (1994 – 2002), в. „Словото днес“ (2003 – 2023), публикации за церемониите по награждаване, налични в сайта „Съюз на българските писатели“, онлайн изданията на в. „Труд“, сайта „SofiaPress“ и др.
Първоначално (през 1924 г.) наградите са били две – една в размер на 2000 лв. (за най-добър къс разказ) и една от 2000 лв. (за най-добро стихотворение или цикъл стихотворения). От наличните източници няма информация кои са били първите лауреати.

## Наградени автори и книги по години
| Година | Категория | Наградени |
| --- | --- | --- |
| 1930 | | Кирил Христов, Константин Константинов, Орлин Василев, Рачо Стоянов, Фани Попова-Мутафова. |
| 1932 | Поезия | Георги Караиванов – „Хайдути“ (епична поема); Траян Тъмен – „Слепия гуслар“ (стихосб.); |
| 1932 | Белетристика | Светослав Минков – „Къщата при последния фенер“ (сб. разкази); |
| 1932 | Драматургия | Стефан Савов – „Йончови ханове“ (драма). |
| 1939 | Поезия | Елисавета Багряна – „Сърце човешко“; Иван Мирчев – „Златно и синьо“; |
| 1939 | Белетристика | Светослав Минков – „Разкази в таралежова кожа“ (сб. разкази); Фани Попова-Мутафова – „Велики сенки“ (сб. разкази); Христо Миндов – „Товарът на хората“ (сб. разкази); Мирослав Минев – Когато палеха лулите с прахан“ (сб. разкази). |
| 1939 | Поезия | Кирил Христов – „Вълнолом“ (стихосб.); Люба Касърова – „Гласове“ (стихосб.); Йордан Ветвинов – „Бачо Киро“ (поема). |
| 1939 | Поезия | Петър Горянски – „Момичето, което беше сън“; |
| 1939 | Проза | Константин Мутафов – „Прости души“ (сб. разкази); Христо Цанков-Дерижан – Аз бягам от една жена“ (роман); Георги Караславов – „Татул“ (роман). |
| 1940 | Поезия | Емануил Попдимитров – „В страната на розите“ (поема); |
| 1940 | Проза | Фани Попова-Мутафова – „Йоан Асен II“ (роман); Змей Горянин – „Бачо Киро“ (роман); |
| 1940 | Награда „Йордан Йовков“ | Константин Петканов – „Кирпичената къща“ (роман). |
| 1941 | Проза | Емилиян Станев – „Сами“ (сб. разкази); |
| 1941 | Награда „Йордан Йовков“ | Константин Константинов – „Седем часа заранта“ (сб. разкази). |
| 1942 | Поезия | Младен Исаев – „Човешка песен“; |
| 1942 | Книга на македонска тема | Стилиян Чилингиров – „През Македония“; Георги Константинов – „Душата на Македония“; Добри Немиров – „Вечна да е“; |
| 1942 | Награда „Йордан Йовков“ | Ангел Каралийчев – „Птичка от глина“ (сб. разкази); |
| 1942 | Награда „Вишневин“ | Кирил Христов – „Св. Седмочисленици“ (балада); |
| 1942 | Награда „Стилиян Чилингиров“ | Асен Разцветников – за цикъл „Стихотворения“, отпечатани в кн. 10 на сп. „Златорог“; |
| 1942 | Награда „Проф. Иван Д. Шишманов“ | Стефан Станчев – „Разковниче на сърцето“. |
| 1943 | Награда „Вишневин“ | Иван Мирчев – „Кажете небеса“ (стихосб.). |
| 1944 | Награда „Йордан Йовков“ | Павел Спасов – „Шлеповете пътуват“; |
| 1944 | Награда „Вишневин“ | Димитър Гундов – „Под едно небе“ (стихосб.). |
| През 1945 – 1946 поради военната и политическа обстановка не се присъждат награди. | | |
| 1947 | Награда „Изкуство“ | Никола Вапцаров (посмъртно); |
| 1947 | Поезия | Дора Габе – поемата „Вела“; Христо Радевски – „Към партията“ (стихосб.); Младен Исаев – „Огънят“ (стихосб.); |
| 1947 | Проза | Константин Константинов – „Птица в пожарищата“ (мемоари); Георги Караславов – „Селски истории“ (повести и разкази). |
| 1948 | Драматургия | Орлин Василев – „Тревога“ (пиеса); |
| 1948 | Цялостно творчество | Леда Милева. |
| 1950 | Поезия | Веселин Андреев – „Партизански песни“; Елисавета Багряна – за цикъл стихове за Сталин, Георги Димитров и „На моя син“ (стихотворение); Ламар – за войнишки стихове и „Горан Горинов“ (поема); |
| 1950 | Проза | Георги Караславов – „На пост“ (разкази), „Проходът на младежта“ (очерк за Хаинбоаз), „Танго“ (разказ); Людмил Стоянов – „Холера. Войнишки дневник“, „Мехмед Синап. Историята на един бунт“ (повест), „Сребърната сватба на полковник Матов“ (повест); Гьончо Белев – „Случки из живота на Минко Минин“ (роман); Крум Кюлявков – „Село Борово“ (роман); Павел Вежинов – „Втора рота“ (повест); Стоян Загорчинов – „Ден последен“ (роман); Ст. Ц. Даскалов – „Път“ (роман); Харалан Русев – „По стръмнините“ (роман); |
| 1950 | Литературна критика | Пантелей Зарев – „Проблеми на развитието на българската литература“; |
| 1950 | Драматургия | Камен Зидаров – „Царска милост“ (пиеса); Лозан Стрелков – „Разузнаване“ (драма); Андрей Гуляшки – „Блато“ (пиеса); |
| 1950 | Хумор и сатира | Димитър Чавдаров-Челкаш; |
| 1950 | Награда за цялостно творчество | Димитър Полянов; Крум Пенев; Христо Радевски – „Пулс“, „Към партията“, „Въздух не достигаше“ (стихосбирка); Николай Хрелков – „Среднощен конгрес“ (поема); |
| 1950 | Литература за деца и юноши | Камен Калчев; Асен Босев – „Победители“, „Село Цветна светна“, „Димитровски огън“ (поезия); |
| 1950 | Награда за антифашистко творчество | Крум Кюлявков, Кръстьо Белев, Мария Грубешлиева; |
| 1950 | Награда за прогресивно творчество | Ангел Тодоров - писател, Марко Марчевски. |
| 1951 | Поезия | Иван Бурин – „Пролетта и тракториста“ (стихосб.); Младен Исаев – „Звезди на мира“ (стихосб.); Никола Фурнаджиев – „Велики дни“; Христо Радевски – „Басни“; Божидар Божилов – „Агитатор“; Пантелей Карасимеонов – „Поеми за мира“; |
| 1951 | Проза | Андрей Гуляшки – „МТСтанция“; Иван Бурин – „Пеню Генчев“ (очерк); Крум Григоров – „Председателят на селсъвета“; Павел Вежинов – „В полето“ (повест); Иван Мартинов – „Миньори“ (разказ); |
| 1951 | Награда за цялостно творчество | Никола Ланков. |
| 1952 | Поезия | Богомил Райнов – „Стихове за петилетката“; Ламар – „Утро над родината“ и „Строителни години“ (стихосбирки); Димитър Методиев – „Димитровско племе“ (роман в стихове); Иван Милчев – „Жътвен поход“ и „Бойци“ (поеми); |
| 1952 | Проза | Димитър Димов – „Тютюн“ (роман); Емил Коралов – „Училище за смелите“ и „Септемврийци“ (романи); Петър Славински – „Последният щурм“. |
| 1953 – 1959 Не се връчват награди на СБП. От 1953 г. започна връчването на Димитровски награди в литературата, изкуствата и науката. Това вероятно е причината да няма отделно присъждани награди от името на Съюза на българските писатели. | | |
| 1959 Вестник Литературен фронт връчва Годишни награди за публикации | Награди | Веселин Андреев – за разказа „Братя“; Христо Фотев – за стихотворението „Изпълкомът заседава“; Петър Василев – за стихотворенията „Свобода“ и „Бригадирът и летният дъжд“; |
| 1959 Вестник Литературен фронт връчва Годишни награди за публикации | Поощрения | Цилия Лачева – за разказите ѝ „Селският ангел“ и „Смъртта на краваря“; Николай Кирилов – за разказите му „Сватба“ и „Шепа пръст“. |
| 1960 | Поезия | Христо Радевски – „Те още живеят“ (сатирични стихотворения); Павел Матев – „С вярата на хората“ (лирика); Димитър Методиев – „Песен за комунизма“ (поема), Ламар – „Мъдростта на годините“ (стихосб.), Младен Исаев – „Ясни величини“ (стихосб.); Блага Димитрова – „До утре“ (стихосб.) и „Лиляна“ (поема); Димитър Пантелеев – „Косачът се връща от коситба“ (стихосб.); |
| 1960 | Проза | Камен Калчев – „Семейството на тъкачите“ (роман); Андрей Гуляшки – „Контраразузнаване“ (повест); Крум Григоров – „Панчо от Гороцвет“ (повест); Челкаш – „Нежелани гости“ (фейлетон); |
| 1960 | Литературна критика и теория | Петър Пондев – „Елин Пелин“; Любомир Тенев – „Драма и сцена“; Лозан Стрелков – „Златният запас“; Иван Руж – „Законът на литературните джунгли“. |
| 1961 | Поезия | Веселин Ханчев – „Лирика“; Валери Петров – „В меката есен“; Александър Муратов – „Спасена светлина“; Иван Давидков – „Днепър под моя прозорец тече“; |
| 1961 | Проза | Мария Грубешлиева – „Грижи и радости“ (сб. разкази); Богомил Райнов – „Както само ние умираме“ (повест); |
| 1961 | Литературна критика | Георги Димитров-Гошкин – „Въпроси и книги на социалистическия реализъм“; Ефрем Каранфилов – „Сенки от миналото“. |
| 1962 | Поезия | Александър Геров – „Стихотворения“; Иван Мирчев Хаджихристов– „Денят“; Христо Фотев – „Баладично пътуване“; |
| 1962 | Проза | Георги Марков „Мъже“ (роман); Антон Дончев – „Сказание за Самуил“ (роман). |
| 1963 | Проза | Емилиян Станев – „Иван Кондарев“ (роман); Стоян Загорчинов – „Ивайло“ (роман). |
| 1964 | Поезия | Иван Мирчев – „Чудесно преображение“; |
| 1964 | Литературна критика | Веселин Йосифов – „Съвременници“. |
| 1965 | Поезия | Анастас Стоянов – „Малко е да те обичам“; |
| 1965 | Проза | Андрей Гуляшки – „Седемте дни на нашия живот“ (роман); Илия Волен – „Йов“ (повест); Камен Калчев „При извора на живота“ (роман); |
| 1965 | Документалистика | Лиляна Стефанова – „Една есен в Америка“. |
| 1966 | Поезия | Павел Матев – „Чайките почиват на вълните“; Божидар Божилов – „Пролетна поезия“; |
| 1966 | Проза | Йордан Радичков – „Горещо пладне“ (сб. новели); Генчо Стоев – „Цената на златото“ (роман); |
| 1966 | Литература за деца и юноши | Ангел Каралийчев – „Най-скъпия подарък“; |
| 1966 | Литературно изследване | Минко Николов – „Антон Страшимиров. Монографичен портрет“. |
| 1967 | Проза | Богомил Райнов – „Пътища за никъде“ (повест); Димитър Талев (посмъртно) – „Гласовете ви чувам“ (роман); Йордан Радичков – „Неосветените дворове“ (роман-пътепис), Павел Вежинов – „Звездите над нас“ (роман); |
| 1967 | Художествен превод | Христо Радевски за преводите му от руската и съветска поезия; Атанас Далчев – за превода на „Конармия“ от И. Бабел и „Сивата сова“ от М. Пришвин; Атанас Смирнов за превод на стихотворения от Константин Симонов; Първан Стефанов за „Сервус Мадона“ от Константи Галчински. |
| 1968 | Поезия | Дора Габе – „Почакай, слънце“; Петър Караангов – „Зимни недели“; Владимир Башев (посмъртно) – „Ателие“; |
| 1968 | Проза | Николай Хайтов – „Диви разкази“; |
| 1968 | Литературна критика | Ефрем Каранфилов – „Творци“; |
| 1968 | Есеистика | Илия Волен – „Мисъл и думи“, Атанас Далчев – „Фрагменти“. |
| 1969 | Поезия | Венко Марковски – „Истината е жестока“; Димитър Пантелеев – „Тракийски видения“; Иван Давидков – „Тракийски могили“; Любомир Левчев – „Рецитал“; |
| 1969 | Проза | Андрей Гуляшки – „Един ден и една нощ“ (роман); Богомил Райнов – „Няма нищо по-хубаво от лошото време“ (роман); Ст. Ц. Даскалов – „Република на дъждовете“ роман); |
| 1969 | Литературна критика | Симеон Султанов – „Йовков и неговият свят“; Стоян Каролев – „Светът на прозата“; Юлиан Вучков – „Театрални светове“; |
| 1969 | Литература за деца и юноши | Йордан Радичков – „Ние, врабчетата“; Николай Зидаров – „Легенди от бръшлян“. |
| 1970 | Поезия | Владимир Голев –„Мироздание“; Иван Николов – „С дъх на пелин“ (поема); |
| 1970 | Проза | Димитър Гулев – „Чудните нейни очи“ (сб. новели); Свобода Бъчварова – „Литургия за Илинден“ (роман); |
| 1970 | Литературна критика | Пантелей Зарев – „Преобразена литература“; Ефрем Каранфилов – „Съвременност и белетристика“; Васил Колевски – „Литература на свободата“; Стоян Илиев - литературен историк – „Спор за поезията и критиката“; |
| 1970 | Есеистика | Серафим Северняк – „Между розата и лъва“; |
| 1970 | Художествена публицистика | Богомил Райнов – „Пътищата на ционизма“ и „Художествено майсторство“; |
| 1970 | Литература за деца и юноши | Цветан Ангелов – „Цветушка“. |
| 1971 | Поезия | Андрей Германов – „Като въздишка“; Евтим Евтимов – „Пирински балади“; Станка Пенчева – „Моята власт“; |
| 1971 | Проза | Атанас Наковски – „Без сенки“ (сб. новели); Кольо Георгиев - писател – „Възможни и невъзможни признания“ (сб. разкази); Иван Давидков – „Къшей хляб за пътника“ (повест); |
| 1971 | Литературна критика | Пенчо Данчев – „Критика и есеистика“; Здравко Петров – „Личности и съдби“; |
| 1971 | Драматургия | Драгомир Асенов – „Горещи нощи в Аркадия“. |
| 1972 | Поезия | Младен Исаев – „Покой за тебе няма“; Димитър Пантелеев – „Най-хубавият празник“; Николай Зидаров – „Тези мигове да задържиш“; |
| 1972 | Белетристика | Дончо Цончев – „Опасни типове“ (сб. разкази); Дико Фучеджиев – „Въздушни мостове“ (сб. разкази); |
| 1972 | Литературна критика и теория | Боян Ничев – „Увод в славянския реализъм“; Тончо Жечев – „Критически погледи“. |
| 1973 | Поезия | Елисавета Багряна – „Контрапункти“; |
| 1973 | Белетристика и публицистика | Димитър Вълев – „Късни плодове“ (сб. разкази); Блага Димитрова – „Подземно небе“ (книга за Виетнам); Коста Странджев – „Водовъртежи“ (док. повест и очерци); |
| 1973 | Литературна критика | Симеон Султанов – „Насаме със Светослав Минков“; |
| 1973 | Драматургия | Лозан Стрелков – „Човекът от досието“, „Разпаленият въглен“ и „Не подлежи на обжалване“ (драматургична трилогия); |
| 1973 | Литература за деца и юноши | Стоян Ц. Даскалов – „Урок за България“ (сб. разкази). |
| 1974 | Поезия | Любомир Левчев – „Дневник за изгаряне“; Първан Стефанов – „Арматура за барабани“; |
| 1974 | Белетристика | Веселин Андреев – „Умираха безсмъртни“ (исторически роман); Добри Жотев – „Преживени разкази“ (сб. разкази); Атанас Наковски – „Светът вечер, светът сутрин“ (роман). |
| 1975 | Поезия | Владимир Голев – „Късни признания“; Слав Хр. Караславов – „Гост на себе си“; |
| 1975 | Проза | Йордан Радичков – „Всички и никой“ (роман); Костадин Кюлюмов – „Момъкът и планината“ (роман); |
| 1975 | Литература за деца | Миле Марковски (посмъртно) – „Пясъчко“. |
| 1976 | Поезия | Димитър Методиев – „И всичко пак ще се повтаря“; |
| 1976 | Критика и публицистика | Богомил Райнов – „Масовата култура“; |
| 1976 | Хумор и сатира | Марко Ганчев – „Огледало за обратно виждане“. |
| 1977 | Поезия | Божидар Божилов – „Американска тетрадка“; |
| 1977 | Мемоаристика | Младен Исаев – „Незабравимото“; |
| 1977 | Литературно изследване | Ефрем Каранфилов – „Най-българското време. Книга за „Записките“; |
| 1977 | Литературен портрет | Пенчо Данчев – „Чертите на гения“; |
| 1977 | Литература за деца | Евтим Евтимов – „Училище на върха“. |
| 1978 | Поезия | Андрей Германов – „Взривна зона“; Иван Давидков – „Молитва за длетото и камъка“, Калин Донков – „Риза за ближния“, Павел Матев – „Внезапни паузи“; |
| 1978 | Проза | Васил Попов за „Низината“ (роман); Дико Фучеджиев – „Зелената трева на пустинята“ (роман); Марий Ягодов – „Древният път. Старо-нововремски повествования“, Росен Босев – „Небесен дом“ (сб. разкази); |
| 1978 | Драматургия | Никола Русев – „От небето до земята“; |
| 1978 | Литературна критика | Кръстю Куюмджиев – „Критика и литературен живот“; Симеон Султанов – „Незавършени разговори“. |
| 1979 | Поезия | Анастас Стоянов – „На грешната земя“; Венко Марковски – „Предания заветни“; Георги Константинов – „Неграмотно сърце“, Лъчезар Еленков – „Безкрайни мостове“; |
| 1979 | Проза | Вера Мутафчиева – „Книга за Софроний“ (исторически роман); Георги Марковски – „Хитър Петър“ (хумор); Герчо Атанасов – „Провинциална история“ (роман); Давид Овадия – „Леваневски“ (документална повест); |
| 1979 | Литературна критика | Боян Ничев – „Съвременният български роман“, Светлозар Игов – „Хуманизъм и творчество“; |
| 1979 | Литература за деца | Валери Петров – „Копче за сън“; Леда Милева – „Черно фламинго“. |
| 1980 | Поезия | Марко Ганчев – „Драскотини“; Първан Стефанов – „Малки нашествия“; |
| 1980 | Белетристика | Атанас Наковски – „Да достигнеш края“ (роман); Драгомир Асенов – „Най-тежкият грях“ (роман); |
| 1980 | Художествено-документална проза | Владимир Голев – „Спомени за старата къща“; |
| 1980 | Литература за деца и юноши | Дончо Цончев – „Случки в двора, край гората, из въздуха и под водата“. |
| 1981 | Поезия | Димитър Методиев – „И мирис сладък“; |
| 1981 | Белетристика | Костадин Кюлюмов – „Да дочакаш слънцето“ (роман); |
| 1981 | Литературна критика | Здравко Петров – „Асоциативни пътувания“; |
| 1981 | Есеистична литература | Кольо Георгиев – „Съвременна театрална теория и критика. Сборник статии“; |
| 1981 | Публицистика | Климент Цачев – „Началото на пътя“ (спомени); |
| 1981 | Литература за деца | Николай Зидаров – „Златен дом“. |
| 1982 | Поезия | Борислав Геронтиев – „Спомен за вино“; Матей Шопкин – „До втората тръба“; |
| 1982 | Проза | Екатерина Томова – „Забравени от небето“ (документални разкази); |
| 1982 | Публицистика | Андрей Германов – „Шаячни момчета“ (посмъртно); |
| 1982 | Литература за деца | Димитър Яръмов – „Чудни работи“; |
| 1982 | Драматургия | Милко Милков – „Цялата истина за Свети Георги“. |
| 1983 | Поезия | Георги Константинов – „Общителен самотник“, Лиляна Стефанова – „След полунощ“, Петър Анастасов – „Както те обичам“; |
| 1983 | Проза | Александър Карасимеонов – „Еднодневни цветове“ (роман), Андрей Гуляшки – „Скитник броди по света“ (роман), Богомил Райнов – „Магичен фенер“ (роман); Павел Вежинов – „Везни“ (роман); |
| 1983 | Литературна критика | Димитър Танев – „В литературния делник“, Чавдар Добрев – „Забравените плодове на познанието“; |
| 1983 | Драматургия | Никола Русев – „Букетче сухи незабравки“; |
| 1983 | Детска литература | Георги Струмски – „Димитров, пионерия, родина“; Иван Цанев – „Седем вятърчета“. |
| 1984 | Поезия | Николай Стайков (посмъртно ) – „Поеми“; Елисавета Багряна – „На брега на времето“, Младен Исаев – „Звездни мигове“; Екатерина Йосифова – „Къща в полето“; |
| 1984 | Белетристика и публицистика | Йордан Радичков – „Нежната спирала“ (сб. разкази); Ефрем Каранфилов – „Споменни есета“; Петър Андасаров – „Иде хубавото време“ (публицистика); Александър Томов – „Елегия за птици“ (новели); |
| 1984 | Литературна критика | Иван Цветков – „Погледи към две литератури“; |
| 1984 | Литература за деца | Станислав Стратиев – „Живот в небето“. |
| 1985 | Поезия | Владимир Попов – „Страница“; Добромир Тонев – „Нежна машина“; Людмила Исаева – „Писма от бялата къща“; Иван Давидков – „Корида“; Матей Шопкин – „Нежност“; |
| 1985 | Белетристика | Герчо Атанасов – „Греших докрай“ (роман); Димитър Коруджиев – „Градината с косовете. Из спомените на вечния редник“ (роман); Марий Ягодов – „Упокой за несретници“; |
| 1985 | Литературна критика | Иван Пауновски – „Впечатления“; Пантелей Зарев – Теория, психология и техника на стила“; |
| 1985 | Драматургия | Стефан Цанев – „Животът – това са две жени“. |
| 1986 | Поезия | Божидар Божилов – „Нежност и ярост“; Николай Зидаров – „Пръстенът с капка от твоите очи“; Димитър Методиев – „Реките, от които пих вода“; Христо Радевски – „Нашата прамайка“; |
| 1986 | Проза | Костадин Кюлюмов – „Душманин на империята“ (роман); Росен Босев – „Иронична проза“ (повест); Стоян Бойчев – „Иваново възшествие“ (разкази и новели); |
| 1986 | Литературна критика | Васил Колевски – „Социалистическият реализъм – теория, творчество“; Иван Руж – „Художествената литература и работническата класа“; Кръстьо Куюмджиев – „Словото – творец“; |
| 1986 | Художествена публицистика и документалистика | Иван Балабанов – „Мигове в света“; Михаил Василев – „Георги Бакалов“; |
| 1986 | Литература за деца | Кирил Апостолов – „Да спечелиш, да загубиш“; Петя Йорданова – „Другарче – календарче“. |
| 1987 | Поезия | Александър Геров – „Внезапни стихотворения“; |
| 1987 | Проза | Ивайло Петров – „Хайка за вълци“ (роман); Валентин Караманчев – „Черешова задушница“; |
| 1987 | Литературна критика | Иван Попиванов – „Съвременна поезия, естетически насоки“; |
| 1987 | Публицистика | Богомил Нонев – „Строги нощи“; |
| 1987 | Хумор и сатира | Петър Незнакомов – „Четиримата Дюма“; |
| 1987 | Специална награда | Иван Пейчев (посмъртно) – „Далечно плаване“. |
| 1988 | Проза | Виктор Пасков – „Балада за Георг Хених“ (повест); |
| 1988 | Публицистика и есеистика | Серафим Северняк – „По острието на бръснача“; |
| 1988 | Литературна теория и история | Кръстьо Куюмджиев – „Монография за Димитър Димов“. |
| 1989 | Поезия | Радой Ралин – „Последен понеделник“; |
| 1989 | Проза | Васил Акьов (посмъртно) – „Инфаркт“ (роман); |
| 1989 | Литературна критика | Стоян Каролев – „Преображенията на поета“; |
| 1989 | Публицистика и есеистика | Светлозар Игов – „Призори“; |
| 1989 | Драматургия | Иван Радоев – „Сън“. |
| 1990 | Поезия | Константин Павлов – „Появяване“; |
| 1990 | Белетристика | Свобода Бъчварова – „Жребият“ (исторически роман; книга пета от поредицата „Земя за прицел“); |
| 1990 | Литературна критика | Минко Бенчев – „Свидетелства“; |
| 1990 | Литературна история | Боян Ничев – „Н. Й. Вапцаров, или нашият поетичен език със света“; |
| 1990 | Есеистика | Иван Николов – „Требник. Приписки с върха на перото“; |
| 1990 | Литература за деца и юноши | Величка Настрадинова – „Невероятната Марта“ (научнофантастични разкази); |
| 1990 | Специална награда на СБП | Григор Ленков (посмъртно) – „Понтийска елегия“. |
| 1991 | Поезия | Блага Димитрова – „Между“; |
| 1991 | Белетристика | Любен Дилов – „Впечатления от една планета. Записки на фантаста“; |
| 1991 | Драматургия | Станислав Стратиев – „Мамут“; |
| 1991 | Литература за деца и юноши | Иван Цанев – „Зарчета – Велизарчета“; |
| 1991 | Специална награда на СБП | Владимир Василев (посмъртно) – „Бараж от литературни формули“. |
| 1992 – 1993: Не са присъдени награди | | |
| 1994 | Поезия | Екатерина Йосифова – „Подозрения“ и „Ненужно поведение“; |
| 1994 | Проза | Константин Терзиев – „Чорбаджиите“ (роман) и „Стефан Стамболов“ (роман); |
| 1994 | Литература за деца | Константин Павлов – „Фьони мъти кръгли речни камъни“; |
| 1994 | Специална награда на СБП | Иван Пауновски (посмъртно) – за приноса му в Ботевознанието с книгата „Но защо?“. |
| 1995 | Поезия | Велин Георгиев – „Душа на кръста“; |
| 1995 | Проза | Любен Станев – „Необяснимо привличане“ (роман); |
| 1995 | Литературна критика | Минко Бенчев – „Каквито сме“; |
| 1995 | Публицистика | Румен Димитров – Безскандално“; |
| 1995 | Литература за деца и юноши | Йордан Радичков – „Малки жабешки истории“; |
| 1995 | Специална награда на СБП | Христо Радевски; |
| 1995 | Награда на СБП и Агенцията за българите в чужбина | Мишо Хаджийски (посмъртно) – „Пуста чужда чужбина“. |
| 1996 | Поезия | Андрей Андреев – „Докато трае утринния хлад“; |
| 1996 | Проза | Борислав Бойчев – „Момчето и лисицата“ (сб. разкази); |
| 1996 | Литературна критика | Димитър Танев – „Траектория на духа“; |
| 1996 | Публицистика и есеистика | Здравко Чолаков – „Наблюдения“; |
| 1996 | Художествена документалистика | Венцеслав Начев – „Български царски грамоти“; |
| 1996 | Драматургия | Иван Голев – „Вавилонската кофа“; |
| 1996 | Литература за деца и юноши | Николай Милчев – „Изневиделица“; |
| 1996 | Драматургия за деца | Панчо Панчев – „Принцесата и свинарят“; |
| 1996 | Хумор и сатира | Васил Цонев – „Вкусотиите на България“; |
| 1996 | Принос в популяризиране на българската литература | Асен Кисимов и Ценко Минкин; |
| 1996 | Специална награда за цялостно творчество | Леда Милева. |
| 1997 | Поезия | Власо Власов – „Подарявам ви моето отсъствие“; Маргарита Петкова – „Окото на урагана“; |
| 1997 | Проза | Атанас Наковски – „Спирала“ (роман) |
| 1997 | Есеистика | Георги Марковски – „Христоматия за двама. Размисли за живота и смъртта, за литературата и за себе си“ (фрагменти); |
| 1997 | Литературни портрети | Стоян Каролев – „Близки и непостижими“; |
| 1997 | Литература за деца и юноши | Асен Босев (посмъртно) „Добърден и ясемахай“; |
| 1997 | Специална награда за цялостно творчество | Валери Петров – „Живот в стихове“. |
| 1998 | Поезия | Иван Арнаудов – „Проклятие за сбогом“; Стойчо Стойчев (посмъртно) – „Мечтата за Париж“; |
| 1998 | Проза | Марин Халачев – „Дело № 1987“ (роман); |
| 1998 | Литературна история и критика | Юлиан Вучков – „Кратка история на световната драматургия“; |
| 1998 | Публицистика | Любен Георгиев – „Подло време“; |
| 1998 | Документалистика | Нели Дечева – „Поздравете всички от мен“; |
| 1998 | Есеистика | Валери Станков – „Сюита за мъртви българи“; |
| 1998 | Литература за деца и юноши | Иван Кръстев - писател – „Игродумки“; Димитър Кралев“ – „Нощен лов“; |
| 1998 | Специална награда за цялостно творчество | Найден Вълчев. |
| 1999 – 2000: Няма информация | | |
| 2001 | Поезия | Таньо Клисуров – „Втората половина от живота“; |
| 2001 | Проза | Деян Енев – „Ези-тура“ (сб. разкази); Янко Станоев – „Изгонен от рая“; |
| 2001 | Критическа есеистика | Минко Бенчев – „Чета и пиша“; |
| 2001 | Мемоаристика и критическа проза | Йордан Янков – „Художниците“; |
| 2001 | Литературно изследване | Николай Василев – „Смъртта на розата“; |
| 2001 | Публицистика | Коста Андреев – „Греховно време“; |
| 2001 | Литература за деца | Зоя Василева – „Кръгъл ъгъл“; |
| 2001 | Национална литературна награда „Георги Братанов“ | Андрей Андреев – „Пътьом“. |
| 2002 | Поезия | Петър Динчев – „Горчиви сонети“; |
| 2002 | Проза | Никола Инджов – „Възнесени от Манастър“ (роман); |
| 2002 | Документална проза | Бригита Йосифова – „Купено дете“; |
| 2002 | Мемоаристика | Стоян Каролев – „Мигове от течащото време“; |
| 2002 | Литературна критика | Любомир Стаматов – „В интимния свят на Иван Вазов“; |
| 2002 | Есеистика | Кольо Георгиев – „Изповеди на захождащото слънце“; |
| 2002 | Литература за деца | Братя Мормареви – „Дядо Коледа и седемте разбойника“; |
| 2002 | Национална литературна награда „Георги Братанов“ | Велин Георгиев – „Шок“ и „Видовден“; Димитър Кирков – „Балкански грешник“ (роман). |
| 2003 | Поезия | Димитър Стефанов – „Защо снегът?“; Станка Пенчева – „Старомодни стихове“; |
| 2003 | Проза | Анжел Вагенщайн – „Далеч от Толедо“ (роман); Иван Кьосев – „Беглец“ (сб. с разкази); |
| 2003 | Литературна критика | Чавдар Добрев – „Всекидневният Леон Даниел“; |
| 2003 | Публицистика | Здравко Недков – „Реализация на метафората: Записки без дата“; |
| 2003 | Документалистика | Мюмюн Тахир – „Ататюрк. България. Балканите“; |
| 2003 | Литература за деца | Райна Пенева – „Фантазия с куче“; |
| 2003 | Есеистика | Антон Дончев – „Николай Рьорих – ярило слънцето и бога Агни“; |
| 2003 | Национална литературна награда „Богомил Нонев“ | Валери Станков – „Няма такава България“; |
| 2003 | Национална литературна награда „Георги Братанов“ | Никола Инджов за ярък принос към съвременната българска литература; |
| 2003 | Награда на книгоиздателите | Петър Велчев – „Битие от пясък“ (стихосб.). |
| 2004 | Поезия | Павел Матев – „Късна пощада“; |
| 2004 | Проза | Здравка Евтимова – „Четвъртък“ (роман); |
| 2004 | Литературна критика | Чавдар Добрев – „Еретичният Ерос“; |
| 2004 | Публицистика | Григор Чернев – „Часовник“; |
| 2004 | Детска литература | Златко Енев – „Паркът на призраците“; |
| 2004 | Национална литературна награда „Богомил Нонев“ | Стефан Поптонев – „Обител“; |
| 2004 | Национална литературна награда „Георги Братанов“ | Ивайло Балабанов – „Песни за старо вино“. |
| 2005 | Поезия | Анибал Радичев – „Бреговете на миража“; |
| 2005 | Проза | Йордан Хаджиев – „Нататък“ (новели); |
| 2005 | Мемоаристика | Тошо Тошев – „Лъжата: Жан, Иван и Величеството“; |
| 2005 | Есеистика | Александър Спиридонов – „Последната страница“; |
| 2005 | Драматургия | Яна Добрева – „Топлината през ноември“; |
| 2005 | Литература за деца | Лиана Даскалова – „6 вълшебни приказки“; |
| 2005 | Национална литературна награда „Георги Братанов“ | Евстати Бурнаски – „Рецитал пред ангели“. |
| 2006 | Поезия | Маргарита Петкова – „Втори балкон“; |
| 2006 | Проза | Петър Ангелов – „Чеда на Бога“ (роман); |
| 2006 | Фантастика | Иван Робанов – „Хетерата“; |
| 2006 | Публицистика | Никола Инджов – „Приписки към времето“; |
| 2006 | Драматургия | Иван Странджев – „Навярно нежност (Три пиеси)“; Кънчо Атанасов – „Последният живот“ („Бенефис – пет пиеси за четене“); |
| 2006 | Сатира | Атанас Звездинов – „Мъдрецът (101 басни)“; |
| 2006 | Детска литература | Виктор Самуилов – „Опако дете“; |
| 2006 | Специалната награда на Съюза на българските писатели за цялостно литературно творчество | Юлиан Вучков; |
| 2006 | Национална литературна награда „Богомил Нонев“ | Александър Ангелов – „Моята Александрийска библиотека (немерена реч)“; |
| 2006 | Национална литературна награда „Георги Братанов“ | Марко Семов – „Очите“; Гриша Трифонов – „По есенните улици на лятото“. |
| 2007 | Поезия | Валери Станков – „Автопортрет със светкавица“; |
| 2007 | Проза | Димитър Томов – „Пътища“ (сб. разкази); |
| 2007 | Литературна история | Иван Радев – „Другото лице на Възрожденската литература“; |
| 2007 | Литературно изследване | Владимир Стоянов и Стефан Тинтеров – „Трилогия на сърцето“; |
| 2007 | Документалистика | Иванко Маринов – „Градът-кръстопът“; |
| 2007 | Есеистика | Георги Венин – „Великото езичество“; |
| 2007 | Публицистика | Димитър Генчев – „Първоапостолите на идеала“; |
| 2007 | Драматургия | Веселин Стоянов – „Истинската история на Мона Лиза“; |
| 2007 | Лирическа сатира | Боян Ангелов – „Съзерцание“; |
| 2007 | Литература за деца | Мария Маринова – „Атагорд чудовището“; |
| 2007 | Национална литературна награда „Георги Братанов“ | Виолета Христова – „Другата стая“; Благовеста Касабова и Нина Андонова – „Неделна книга“. |
| 2008 | Поезия | Камелия Кондова – „Малки смърти“; |
| 2008 | Къса проза | Весела Люцканова – „Бай, бай, хепинес“; |
| 2008 | Роман | Веселин Стоянов – „Аутопсия на тялото“; |
| 2008 | Есеистика | Венцислав Начев: „Отвъд кръгозора“; |
| 2008 | Мемоаристика | Найден Вълчев: „Попътни срещи. Книга първа“; |
| 2008 | Документалистика | Панко Анчев – „Малкият народ: теория, история, състояние“; |
| 2008 | Публицистика | Бойко Ламбовски – „Глупак в подлеза на света. Статии, есета, фейлетони“; |
| 2008 | Драматургия | Димитър Атанасов – „Сметището“; |
| 2008 | Литература за деца | Катя Воденичарова – „Следвай ме, бабо“; |
| 2008 | Национална литературна награда „Богомил Нонев“ | Кольо Георгиев – „Лека нощ на сънищата“; |
| 2008 | Национална литературна награда „Божидар Божилов“ | Александър Ангелов – „Сашови стихове“; |
| 2008 | Национална литературна награда „Георги Братанов“ | Тенко Тенев – „Вечерен пейзаж“; Костадин Златков – „Хроника на изчезналото време“. |
| 2009 | Поезия | Янислав Янков – „Влизане в Рим“; |
| 2009 | Къса проза | Йордан Костурков – „Добри момчета, лоши момичета“; |
| 2009 | Роман | Донка Петрунова – „Бели рози в черна ваза“; |
| 2009 | Литературна критика | Благовеста Касабова – „Другата страна на медала“; |
| 2009 | Литературна история | Владимир Янев – „Литературният Пловдив от 19 век до наши дни“; |
| 2009 | Есеистика | Иван Гранитски – „Ловци на метафори“; |
| 2009 | Публицистика | Чавдар Добрев – „Книга за Вапцаров“; |
| 2009 | Мемоаристика | Георги Струмски – „Ангел златоуст“; |
| 2009 | Литература за деца | Мая Дългъчева – „Коледни чудеса“ и „Пъстри приказалки“; |
| 2009 | Национална литературна награда „Богомил Нонев“ | Методи Георгиев – „Цензурирано след 10 ноември“; |
| 2009 | Национална литературна награда „Божидар Божилов“ | Петър Лозанов – „Квартална България“; |
| 2009 | Национална литературна награда „Георги Братанов“ | Димитър Милов – „Сълза за ангела“; Илия Богданов – „Шапката на мадам 2“; |
| 2009 | Специална награда за цялостно творчество | Христофор Тзавелла. |
| 2010 | Поезия | Лиляна Стефанова – „Още и още“; |
| 2010 | Къса проза | Йото Пацов – „Единаци“; |
| 2010 | Роман | Николай Табаков – „Няма да е все така“; |
| 2010 | Литературна критика | Никола Иванов – „Подреждане на балната зала“; |
| 2010 | Литературна история | Румен Стоянов – „Чака ме светът“; |
| 2010 | Публицистика | Любомир Котев – „Народопсихология“; |
| 2010 | Документалистика | Асен Марчевски – „Шифърът на Марчевски“; |
| 2010 | Литература за деца | Величка Настрадинова – „33 приказки и половина“; |
| 2010 | Драматургия | Петър Анастасов – „Живите в мъртвата махала“; |
| 2010 | Национална литературна награда „Богомил Нонев“ | Георги Константинов за книгата „Премеждието, наречено живот. Шегите на Егенетов“; |
| 2010 | Национална литературна награда „Божидар Божилов“ | Драгомир Шопов за стихосбирката „Запази ни, любов“; |
| 2010 | Национална литературна награда „Георги Братанов“ | Владимир Стоянов за стихосбирката „Притча за дървото“ и Бойко Беленски за романа „Да се довериш на дявола“; |
| 2010 | Специална награда за цялостно творчество | Иван Кръстев и Пелин Пелинов. |
| 2011 | Поезия | Петър Караангов – „Прах от песен“; |
| 2011 | Къса проза | Румен Балабанов – „Един демократичен петък“; Георги Чаталбашев – „Светът на живите“; |
| 2011 | Роман | Георги Николов – „Киноманът“; |
| 2011 | Литературна критика | Любомир Котев – „Българинът според Йовков“; |
| 2011 | Есеистика | Бойка Асиова – „Рецепта за камбана“; |
| 2011 | Мемоаристика | Рангел Вълчанов – „Всички ще умрем, а сега наздраве!“; |
| 2011 | Документалистика | Михаил Тошков – „Смъртта не е...“; |
| 2011 | Хумор и сатира | Калин Калинов – „Хапчета против оглупяване“; |
| 2011 | Литература за деца | Романьола Мирославова – „Подарък за Дядо Коледа“; |
| 2011 | Национална литературна награда „Богомил Нонев“ | Панко Анчев за книгата „Христо Ботев като мислител“; |
| 2011 | Национална литературна награда „Божидар Божилов“ | Атанас Звездинов за стихосбирката „Ангелът пазител“; |
| 2011 | Национална литературна награда „Георги Братанов“ | Пенка Чернева за сборника с разкази „Невъзможна самота“ и Георги Драмбозов за стихосбирката „Кръстопът на музите“. |
| 2012 | Поезия | Георги Константинов – „Врана в снега“; Петя Цолова – „Насаме с белия свят“; |
| 2012 | Проза | Петър Искренов – „Да преплуваш океана“ (сб. разкази и новели); Виолета Станиславова – „Преди съня“ (сб. разкази); |
| 2012 | Литературно-критически портрети | Христо Ганов – „Премълчани думи и похвални слова“; |
| 2012 | Литературно-историческо изследване | Людмила Григорова – „Димитър Димов: La famme moderne. Български и европейски паралели“; |
| 2012 | Мемоаристика | Анжел Вагенщайн – „Преди края на света“; |
| 2012 | Народопсихология | Тодор Коруев – „Овньо льо вакъл, каматан...“; |
| 2012 | Публицистика | Андрей Пантев – „Исторически паралели“; |
| 2012 | Драматургия | Банко П. Банков – „Светът не е от днес“; |
| 2012 | Литература за деца | Панчо Панчев – „Стихотворения с панделки и Стихотворения с мустаци“; Кирил Назъров – Чудесата на децата“; |
| 2012 | Хумор и сатира | Георги К. Спасов – „Записки на потърпевшия“; |
| 2012 | Поема | Румен Денев – „Люлка на Вселената“; |
| 2012 | Национална литературна награда „Богомил Нонев“ | Павел Писарев – за книгата „Подир изгубеното време“; |
| 2012 | Национална литературна награда „Божидар Божилов“ | Красимир Петров – за стихосбирката „Светлинки над ореоли“; |
| 2012 | Национална литературна награда „Георги Братанов“ | Йордан Хаджиев – за сборника с разкази „Наоколо любов“. |
| 2013 | Поезия | Боян Ангелов – „Ъндърграунд“; Иван Гранитски – „Начала“; |
| 2013 | Къса проза | Вели Чаушев – „Кафе в Златоград“ (новела); |
| 2013 | Роман | Красен Камбуров – „Пътят на ослепените“; |
| 2013 | Литературна критика | Димитър Атанасов – „На предела“; |
| 2013 | Есеистика и мемоаристика | Мария Динкова – „Vitaaktivia“; |
| 2013 | Литературна история | Емилия Каменова – „Страсти и неволи“; |
| 2013 | Публицистика | Борис Данков – „Гневни хроники“; |
| 2013 | Литература за деца | Петя Александрова – „Детенце с изгубено ключенце“; |
| 2013 | Национална литературна награда „Богомил Нонев“ | Елена Алекова за книгата „Моята България“; |
| 2013 | Национална литературна награда „Божидар Божилов“ | Елка Няголова за стихосбирката „Слънчев кладенец“ и Димитър Милов за стихосбирката „Благовещение“; |
| 2013 | Национална литературна награда „Георги Братанов“ | Мюмюн Тахир – „Високо, зелено и нежно“; Стоянка Митева-Балева – „Хоризонт за мечтатели“; |
| 2013 | Специална награда на УС на Съюза на българските писатели за книга с висока художествена стойност | Лъчезар Еленков – „Звездно писмо“ (поема); |
| 2013 | Специална награда за цялостно творчество | Костадин Златков и Никола Статков. |
| 2014 | Поезия | Васил Сотиров – „Излизане от пейзажа“; |
| 2014 | Къса проза | Любен Петков – „Отвътре и отвъд Обетованата земя“; |
| 2014 | Роман | Мая Вапцарова – „Просяци“; |
| 2014 | Литературна критика | Панко Анчев – „Работа на ума“ и „Българският ум. Непрочетеният Цветан Стоянов“; |
| 2014 | Мемоаристика | Атанас Теодоров – „Писатели от моя роден край“; |
| 2014 | Публицистика | Борислав Бойчев – „Портрети отблизо“; |
| 2014 | Документалистика | Кирил Божилов – „Първи българки“; |
| 2014 | Драматургия | Петър Маринков – пиесата „Досието на една Ж“, сборник пиеси „1000 метра над морето“; |
| 2014 | Литература за деца | Велин Георгиев – „Да пораснеш малък принц“; |
| 2014 | Специална награда на УС на Съюза на българските писатели за книга с висока художествена стойност | Симеон Янев за книгата „Биография на отрепки“ – книга 1 и 2, том 3-ти от романовата тетралогия „Биографии на писатели, генерали и трети лица“; Атанас Звездинов за книгата „Баснослов – басни за нови времена“; |
| 2014 | Национална литературна награда „Георги Братанов“ | Пею Богданов за книгата „Балонът се надува“. |
| 2015 | Поезия | Евстати Бурнаски – „Майка майчице“; |
| 2015 | Кратка проза | Величка Настрадинова – „Кой крепи света“; |
| 2015 | Роман на годината | Христо Сл. Караславов – „Разпоредителите на смута“; |
| 2015 | Литературна критика | Чавдар Добрев – два тома „Новият пулс“ – „Български писатели от втората половина на ХХ век“: първи том – „Поезия“ и втори том „Модерна проза“; |
| 2015 | Народопсихология | Ивайло Христов – „Българският национален характер – ХІХ-ХХ век. Еволюция и трансформации“; |
| 2015 | Публицистика | Григор Чернев (посмъртно) – „Къщата на думите“; |
| 2015 | Литература за деца | Димитър Златев – „Ръководство за рицари, шампиони и други юнаци“; |
| 2015 | Хумор и сатира | Петър Велчев – „И смехът е утеха“; |
| 2015 | Национална литературна награда „Богомил Нонев“ | Тодор Коруев за книгата „Животописи“; |
| 2015 | Национална литературна награда „Божидар Божилов“ | Георги Ангелов за стихосбирката „Друга свобода“; |
| 2015 | Национална литературна награда „Георги Братанов“ | Николай Милчев отказва наградата. |
| 2016 | Поезия | Драгомир Шопов – „В прозореца ми вечерта поглежда“; |
| 2016 | Проза | Георги Чаталбашев – „Резерват за грешници. Сатирикон“ (роман); |
| 2016 | Литературна критика | Панко Анчев – „Непрочетеният Тончо Жечев“; |
| 2016 | Публицистика | Чавдар Добрев – „Власт и безвластие“; |
| 2016 | Документалистика | Георги Стойков – „Мисия „Свобода“; |
| 2016 | Мемоаристика | Георги Стоянов – „Паметта на сърцето“; |
| 2016 | Фолклористика | Петър Динчев – „Потомка на Орфей“; |
| 2016 | Литература за деца | Петя Александрова – „Хей, таралежите, що ми се ежите“; |
| 2016 | Специална награда за цялостно творчество и принос към съвременната българска литература | Никола Инджов; |
| 2016 | Специална награда в раздел „Критика“ | Лалка Павлова за книгата „Жена. Слово. Космос“; |
| 2016 | Национална литературна награда „Богомил Нонев“ | Христо Черняев за книгата „Образи от слово“; |
| 2016 | Национална литературна награда „Божидар Божилов“ | Ели Видева за „Проекции върху сферична природа“; |
| 2016 | Национална литературна награда „Георги Братанов“ | Неделчо Ганев – „Восъчен кодекс“. |
| 2017 | Поезия | Андрей Андреев – „В този край на света“; |
| 2017 | Проза | Златимир Коларов – „Безкрайни бели полета“ (роман); |
| 2017 | Литературна критика | Иван Гранитски – „Образ и метафора“ и „Знаците на прехода“; |
| 2017 | Публицистика | Симеон Янев – „1876“; |
| 2017 | Документалистика и мемоаристика | Николай Димков – „Писма до мене“; |
| 2017 | Хумор и сатира | Димитър Дънеков – „Питанки, чуденки, многоточия... и прочие“; |
| 2017 | Литература за деца | Васил Сотиров – „Няма грешка, има смешка“; |
| 2017 | Националната литературна награда „Богомил Нонев“ | Методи Георгиев за цялостно творчество; |
| 2017 | Национална литературна награда „Божидар Божилов“ | Ана Александрова за книгата „Дъждовен блус“; |
| 2017 | Национална литературна награда „Георги Братанов“ | Владислав Кацарски за романа му „Коридорът“; |
| 2017 | Национална литературна награда „Гео Крънзов“ | Надя Попова за книгата „Дух над водите“; |
| 2017 | Специална награда за изключителен принос в българската литература | Кольо Георгиев за книгата му „Нектар от спомена“ и Лиляна Стефанова за романа „Моят луд век“. |
| 2018 | Поезия | Боян Ангелов – „Помръкнала е реката“ и „В сянката на хоругвите“; |
| 2018 | Проза | Весела Люцканова – „Животът е другаде“ (роман); |
| 2018 | Литературна критика | Чавдар Добрев – „Български разпятия“; |
| 2018 | Публицистика, документалистика и мемоаристика | Благовеста Касабова – „Баба Тонка“; |
| 2018 | Хумор и сатира | Анибал Радичев – „Да сме наясно!“; |
| 2018 | Литература за деца | Тодор Каракашев – „Гора от приказки“; |
| 2018 | Национална литературна награда „Богомил Нонев“ | Сергей Комитски за цялостно творчество; |
| 2018 | Национална литературна награда „Божидар Божилов“ | Петър Динчев за книгата му „Пътеки към изгрева“; |
| 2018 | Национална литературна награда „Георги Братанов“ | Пламен Панчев за стихосбирката „Сърдечен дрибъл“; |
| 2018 | Национална литературна награда „Гео Крънзов“ | Людмила Григорова за книгата „Малка семейна сага“; |
| 2018 | Специална награда за цялостно творчество и принос към съвременната българска литература | Петър Андасаров. |
| 2019 | Поезия | Марина Матеева – „Шепотът зелен на необята“; |
| 2019 | Къса проза | Петър Доневски – „Удавени очи“; |
| 2019 | Литературна критика | Панко Анчев – „Българският ум. Непрочетеният Димитър Талев“ и „Критикът като мислител. Непрочетеният Кръстьо Куюмджиев“; |
| 2019 | Есеистика и публицистика | Борислав Геронтиев – „Село без черква“; |
| 2019 | Документалистика и краезнание | Борис Данков – „Минало не отминало“; |
| 2019 | Драматургия | Александър Гочев – „Далечни светлини. Седем пиеси“; |
| 2019 | Хумор и сатира | Васил Иванов – „Златната ябълка и още нещо“; |
| 2019 | Литература за деца | Николай Пенчев (Чичо Ники) – „Гошо и малката вещица“ – 2 част; |
| 2019 | Национална литературна награда „Божидар Божилов“ | Велин Георгиев за „Висока цена“; |
| 2019 | Национална литературна награда „Георги Братанов“ | Петя Цолова за стихосбирката „Градината на Ева“; |
| 2019 | Национална литературна награда „Гео Крънзов“ | Бойко Беленски за романа „Съзидателят Кан Омуртаг“; |
| 2019 | Награда на издателство „Български писател“ | Ангел Симеонов за антологичната книга „Душата ми“; |
| 2019 | Специална награда за цялостно представяне през 2018 г. | Атанас Звездинов за три книги: „Басномонолози“, „Брани недобрани“ и „Духовна кръв“; |
| 2019 | Специална награда „Плакет“ за изключителни заслуги и цялостно творчество | Благовеста Касабова. |
| 2020 | Поезия | Боян Ангелов – „Реставрация на обелиска“; |
| 2020 | Кратка проза | Христо Добротинов – „В търсене на холивудския прислужник“; |
| 2020 | Роман на годината | Николай Табаков – „Нула време“; |
| 2020 | Литературна критика | Благовеста Касабова – „В кадър“; |
| 2020 | Публицистика, документалистика и мемоаристика | акад. Георги Марков – „Душесловие на историята“; |
| 2020 | Хумор и сатира | Лозан Такев – „Спасена песен“; |
| 2020 | Литература за деца | Ангелина Жекова – „Краят на магариите“ и „Слънчеви капчици“; |
| 2020 | Национална литературна награда „Георги Братанов“ | Светозар Казанджиев за книгата „Незабравимите забравени“; |
| 2020 | Национална литературна награда „Гео Крънзов“ | Димитър Христов за „Остров за двама“; |
| 2020 | Награди на издателство „Български писател“ | Лъчезар Еленков („Птицата удариха в сърцето“), Петър Андасаров („Безсмъртничета“) и Анжела Димчева („Дубльор за Ада“); |
| 2020 | Награда на вестник „Словото днес“ в Годишния литературен конкурс „Тончо Жечев“ | Александър Гочев за поредица от статии, публикувани през 2019 г., Ники Комедвенска за есето „Задушница“ и Мария Гаралова за есето „Изковаването на живота“; |
| 2020 | Специална награда на УС на СБП за заслуги към българската литература | Милена Цанева, Трендафил Василев и Иван Есенски; |
| 2020 | Специална награда на УС на СБП за разпространение на българската литература в чужбина | Всеволод Кузнецов – руски поет, прозаик, преводач; Мирослав Биелик – председател на Съюза на словашките писатели; Радомир Андрич – сръбски поет, белетрист, есеист и критик; |
| 2020 | Почетна грамота за подкрепа на съвременната българска литература | Никола Белишки – кмет на Община Панагюрище; Галина Матанова – зам.-кмет на Община Панагюрище, Иван Аспарухов – кмет на Община Мездра. |
| 2021 | Поезия | Ахмет Емин Атасой – „Задъхани слова“; |
| 2021 | Кратка проза | Мартен Калеев – „Всичко и нищо“; |
| 2021 | Роман на годината | Ради Радев – „Две Българии за един град“; |
| 2021 | Литературна критика | Пенчо Чернаев – „Есенни листа. Литературна критика“; |
| 2021 | Публицистика | Енчо Господинов – „Сянката на петнистия кон“; |
| 2021 | Документалистика | Боян Ангелов – „Марин Дринов“; |
| 2021 | Мемоаристика | Валентин Караманчев – „Брашнен чувал“; |
| 2021 | Драматургия | Банко П. Банков – „Прозорци в зида“ (пиеси); |
| 2021 | Хумор и сатира | Георги Драмбозов – „Времето на Мамона. Стихове и епиграми“; |
| 2021 | Литература за деца | Кирил Назъров – „Девет приказни поеми“; |
| 2021 | Национална литературна награда „Георги Братанов“ | Красимир Власев – „Психология на дъжда“; |
| 2021 | Национална литературна награда „Гео Крънзов“ | Ангелина Шопова за книгата „Един живот за всичко. Литературна анкета с поета и публициста Драгомир Шопов“; |
| 2021 | Специална награда за изключителни заслуги към българската литература и за цялостно творчество | Виктор Барух; |
| 2021 | Почетна грамота за подкрепа на съвременната българска литература | Бойко Коцев. |
| 2022 | Поезия | Елка Няголова – „Парапет за душата“; |
| 2022 | Кратка проза | Красимир Димовски – „Момичето, което предсказваше миналото“; |
| 2022 | Роман на годината | Павлина Павлова – „Орфей – Божественият. Исторически роман“; |
| 2022 | Литературна критика | Анжела Димчева – „Под лазера на критика“; |
| 2022 | Публицистика и есеистика | Минчо М. Минчев –„Молитва за България“; |
| 2022 | Документалистика | Стоян Райчевски – „Екзарх Антим I“; |
| 2022 | Драматургия | Златимир Коларов –„Сценарни вариации. Книга първа – сценарии за игрални филми“; |
| 2022 | Хумор и сатира | Кирил Назъров – „Искри в тъмата“; |
| 2022 | Литература за деца | Мария Панайотова – „Дневникът на един млад беладжия“; |
| 2022 | Национална литературна награда „Гео Крънзов“ | Благовеста Касабова за книгата „Знаци по пътя“; |
| 2022 | Наградата на Издателство „Български писател“ | Ирина Велева за книгата „Колекционер на мигове“ (поезия) и Светозар Казанджиев за книгата „Най-съкровеното“(публицистика); |
| 2022 | Почетна грамота за подкрепа на съвременната българска литература | Владимир Москов – кмет на Община Гоце Делчев, Неда Станимирова Крънзова, Теодоси Гуджуков, доц. д-р Григорий Вазов. |
| 2023 | Поезия | Ненчо Славчев – „Повикани от светлина“; |
| 2023 | Кратка проза | Тодор Костадинов – „Ничия. Трите начина на Мариана. Пловдивски разкази“; |
| 2023 | Роман на годината | Светозар Казанджиев – „Съдба“; |
| 2023 | Литературна критика | Ваня Добрева – „Българската Възрожденска комедия“; |
| 2023 | Публицистика и есеистика | Тотко Найденов – „Еврейският холокост, арменският геноцид и българското спасение“; |
| 2023 | Документалистика | Владимир Талев, Андреас Талев – „Епохата Талев“; |
| 2023 | Хумор и сатира | Александър Йотов – „Из записките на буля Ганьовица (вдовицата на Ганьо Балкански)“; |
| 2023 | Литература за деца | Рени Митева – „Копривени въженца“; |
| 2023 | Национална литературна награда „Божидар Божилов“ | Ники Комедвенска – за книгата „Три молитви“; |
| 2023 | Национална литературна награда „Георги Братанов“ | Петко Каневски за книгата „Увеличи шрифта на любовта“; |
| 2023 | Национална литературна награда „Гео Крънзов“ | Милена Върбанова – за книгата „Еньов гердан. Песове. Агонията на България в две драми“; |
| 2023 | Специална награда на УС на Съюза на българските писатели | Кирил Писарски, Панко Анчев, Иван Гранитски и Надя Попова; |
| 2023 | Награда за най-малкия изпълнител на всички времена,като тази награда я спечели заради подкрепа на нашата Лили,тогава той спечелил наградата като изпял хитове като Детелини,и гласовете на хората избрали него. | Пепи Дамянов |